# George Canseco
George Masangkay Canseco (Naic, Cavite, 23 de abril de 1934 - Manila, 19 de noviembre de 2004) fue un músico y compositor de canciones filipino.
Canseco estudió humanidades en la Universidad de Oriente. Después de su graduación, trabajó para el Herald Filipinas y en la Associated Press como periodista, guionista de la Compañía de Radiodifusión de Manila, y además fue director de noticias en Eagle de Radiodifusión. Canseco comenzó a dedicarse como escritor de música cuando estalló la ley marcial en 1972.
Escribió para Sharon Cuneta y Basil Valdez, sus canciones fueron grabadas por Regine Velásquez, Zsa Zsa Padilla, Pilita Corrales, Martín Nievera, y Kuh Ledesma. Rey Valera fue el letrista de dos de las canciones de Canseco.
Canseco fue acreditado como productor de cine y música para la producción  Vicor Corporation, para el propietario de Vic del Rosario para "mi mayor ruptura en la industria de la música." Fue presidente de la Sociedad Filipina de Compositores, Autores y Editores de FILSCAP en 1973, y fue elegido como concejal en el cuarto distrito de Ciudad Quezón en 1988.